# Cimitero di Porta Vercellina
Il cimitero di Porta Vercellina, prima foppone di San Giovannino alla Paglia o fopponino di Porta Vercellina e infine cimitero di Porta Magenta, era un cimitero situato, allora extra moenia, a Milano con l'entrata principale sul piazzale Aquileia. Era uno dei cinque cimiteri cittadini collocati fuori dalle porte di Milano e soppressi negli anni successivi alle aperture del Monumentale e di Musocco.

## Storia
Costruito in piena epoca spagnola nel Ducato di Milano durante la terribile peste di San Carlo nel 1576 per accogliervi le sepolture dei primi appestati, fu chiuso alle nuove sepolture nel 1885 sotto la nuova amministrazione unitaria italiana e le ossa presenti traslate nel 1912 presso il Cimitero Maggiore. Deve il suo nome al sostantivo milanese "foppa" (buco, fossa e quindi per estensione cimitero) e alla sua posizione nel quartiere di Porta Vercellina, appena fuori dalle mura spagnole e sull'attuale piazzale Aquileia.

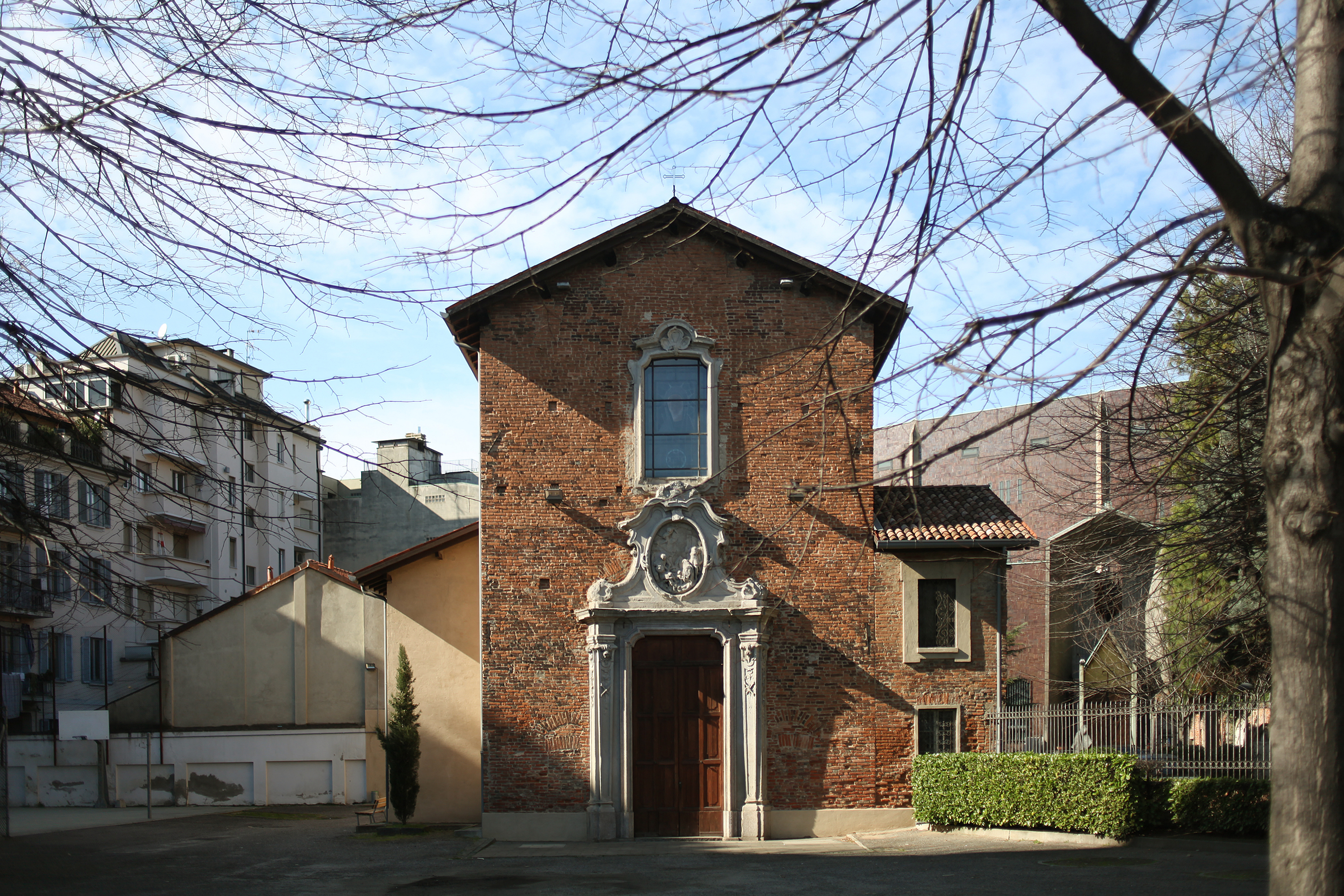
La chiesetta di San Giovannino alla Paglia (1662).

Nella seconda grande pestilenza di Milano del 1630 il cimitero venne trasformato in lazzaretto con la costruzione di 730 capanne per appestati ma, a differenza di quanto accaduto con molti altri lazzaretti della città, il lazzaretto del Fopponino rimase attivo fino al 1895.
Durante la peste del 1630 la donazione Crivelli mise a disposizione il denaro per la costruzione di una chiesa, tuttora esistente, che venne poi edificata nel 1662 e dedicata ai santi Giovanni Battista e Carlo Borromeo e a cui si faceva riferimento con il nome di chiesa di San Giovannino alla Paglia. Dal 1638, il cimitero copriva una piccola area fra il piazzale Aquileia e via San Michele del Carso, un'area ancora oggi ricordata semplicemente come Cimitero primitivo.
È invece circa del 1640 la cappellina dei Morti che è ancora oggi ben visibile sull'angolo fra il piazzale Aquileia ed il viale San Michele del Carso e che risulta interessante per la tipica impostazione secentesca del culto dei morti: la cappella è infatti decorata da tre teschi (di cui uno andato perso) e provvista, oltre la grata che la chiude, di un piccolo ossario a terra contenente alcuni teschi appartenuti ai defunti della peste; sulla facciata campeggia, ancora ben leggibile, il memento mori che da quelle medesime ossa viene rivolto ai passanti a ricordare il destino che tutti ci accomuna:
CHI SI SCORDA DI NOI SCORDA SE STESSO»
che suona come un duplice monito a non dimenticare la nostra condizione di mortali e a tenere vivo il ricordo e il culto dei morti attraverso la memoria e la preghiera.
Nell'anno 1786, stando a quanto raccolto dal bibliotecario e storico cavalier Vincenzo Forcella nel suo Iscrizioni delle chiese e degli altri edifici di Milano dal secolo VIII ai giorni nostri del 1893, la chiesetta di San Giovannino alla Paglia, con riferimento alla paglia utilizzata per i giacigli su cui venivano ricoverati gli appestati, di fronte alla quale si estendeva il Fopponino, acquistò alcuni terreni retrostanti il cimitero primitivo al fine di ampliarlo; ampliamento effettuato nel 1787 e che arrivò a coprire parte delle odierne via Paolo Giovio e via Andrea Verga. Il nuovo cimitero venne ingrandito nella parte retrostante la chiesa, verso la campagna, e misurava 1,8 pertiche milanesi, ovvero circa 12 000 metri quadrati. La tradizione vuole che le prime due sepolture nel cimitero così rinnovato fossero di due nobildonne: Teresa Anguissola Tedeschi (1735-1788), maritata con Galeazzo Busca Arconati Visconti, e la veneta Maria Carolina dei Prioli (1708-1788). Nonostante tutto, le nuove dimensioni non arrivavano a soddisfare le ulteriori sepolture, non più adatte alla aumentata popolazione locale; nel 1825 fu deliberato un nuovo ampliamento che venne portato a termine attraverso l'acquisto di nuovi terreni nel 1827 e che raddoppiò l'area del foppone ad ovest, coprendo ulteriormente l'attuale via Andrea Verga e via Ercole Ferrario. Fra il 1808 ed il 1828, venne realizzato lungo la via San Michele del Carso un piccolo campo santo, annesso al cimitero medesimo, per l'inumazione dei cittadini milanesi di fede ebraica.
Il nuovo cimitero del 1830 aveva aggiunto un nuovo viale di ingresso lungo 42 metri, ben visibile nella planimetria qui sotto allegata e che si dipartiva dalla destra della Cappelletta dei Morti (realizzata nel 1640) ancora visibile in loco, che andava a distanziarsi a 113 metri dalla più vicina lunetta dei Bastioni (area oggi occupata dal piazzale Aquileia che ha infatti mantenuto la forma geometrica della fortificazione spagnola), ben più lontano degli originali 38 metri che separavano l'ingresso della struttura del 1787. Così riposizionato e ampliato, il cimitero rimase in servizio fino al 1868, anno in cui fu chiuso all'inumazione dei morti provenienti dalla città e disponibile solamente per i cadaveri provenienti dall'extra moenia, ovvero dai Corpi Santi di Milano, l'unione amministrativa delle cascine e dei borghi agricoli che si trovavano attorno alla città di Milano, appena oltre i suoi Bastioni.
Tuttavia nel 1875 il foppone venne riaperto anche al servizio della città e nel 1882 appare citato nella "Guida di Milano" di quell'anno come "cimitero sussidiario" del Mandamento di Porta Magenta con la dicitura "Cimitero di San Giovannino" e una superficie di 34 100 metri quadrati.
Il Cimitero di San Giovannino di Porta Magenta venne definitivamente soppresso il 30 novembre 1895 e dal giorno successivo i cadaveri lì destinati vennero trasferiti al nuovo Cimitero Maggiore, concludendo una storia durata più di 300 anni.

## Storia moderna
Nel settembre del 1958, scorporando il territorio dalle parrocchie di S. Pietro in Sala, di S. Maria del Rosario e di S. Vittore al Corpo, viene istituita la parrocchia di S. Francesco d'Assisi al Fopponino, il cui titolo modifica il precedente "SS. Giovanni Battista e Carlo al Fopponino" già della chiesetta lì esistente dal 1662. Nel 1964, su disegno di Giò Ponti venne quindi ultimata la chiesa di San Francesco d'Assisi al Fopponino, tuttora parrocchia della zona dell'antico cimitero.

## Sepolture illustri
Nell'attività plurisecolare del cimitero molte personalità illustri vi trovarono riposo: una lapide sul vecchio muro del foppone, collocata nel 1970 dallo studioso Wolfango Pinardi, riporta che qui furono sepolti, fra gli altri:
- Angelo Fumagalli, abate ed erudito (1728-1804);
- Carlo Amoretti, scienziato (1741-1816)
- Giocondo Albertolli, architetto ticinese (1742-1839);
- Maria Maddalena Barioli, terziaria francescana delle Suore orsoline di San Carlo (1784-1865);
- Verginia Besozzi, fondatrice della Congregazione figlie di Betlem (1829-1855);
- Gaetano Bugatti, orientalista e prefetto della Biblioteca Ambrosiana (1745-1816);
- Pietro Mazzucchelli, prefetto della Biblioteca Ambrosiana (1762-1829);
- Luigi Canonica, celebre architetto (1765-1844);
- Giovanni Gherardini, librettista e lessicografo (1778-1861);
- Melchiorre Gioia, filosofo (1767-1829);
- Gaetano Matteo Monti, scultore (1776-1847);
- Giacomo Moraglia, architetto (1771-1860);
- Barnaba Oriani, astronomo e matematico (1752-1832);
- Carlo Salerio, missionario e fondatore dell'istituto Suore della riparazione (1827-1870);
- Alessandro Sanquirico, scenografo e pittore (1777-1849);
- Amatore Sciesa, patriota e martire del Risorgimento (1814-1851).

Parrebbe però che l'autore della lapide sia caduto in errore per quanto riguarda le sepolture di Barnaba Oriani e di Melchiorre Gioia che risultano invece essere stati sepolti presso l'antico Cimitero della Mojazza così come testimoniato nel 1855, almeno per il Gioia, dallo storico e scrittore Ignazio Cantù che, nel suo "Milano, nei tempi antico, di mezzo e moderno: studiato nelle sue vie; passeggiate storiche" poteva scrivere:
Altre sepolture illustri vengono citate sempre dal Cantù a pagina 28, dove lo storico segnala le tombe di:
- Padre Angelo Fumagalli, diplomatista ed ecclesiastico milanese, abate di Chiaravalle, (1728-1804);
- Antonio Mussi, erudito e orientalista, direttore della Biblioteca Ambrosiana (1751-1810);
- Baldassarre Oltrocchi, oblato di San Sepolcro (1714-1797);
- Luigi Bossi, storico e archivista (1758-1835).

Nel cimitero venne sepolta anche Margherita Barezzi, prima moglie del compositore Giuseppe Verdi, che morì a Milano nel 1840. Dal 1990 una targa in loco la ricorda. Prima di lei, in una tomba attigua, era stato sepolto anche l'unico figlio maschio avuto dalla coppia, Icilio, morto ad un anno di età proprio mentre i genitori si trovavano a Milano.

## Galleria d'immagini

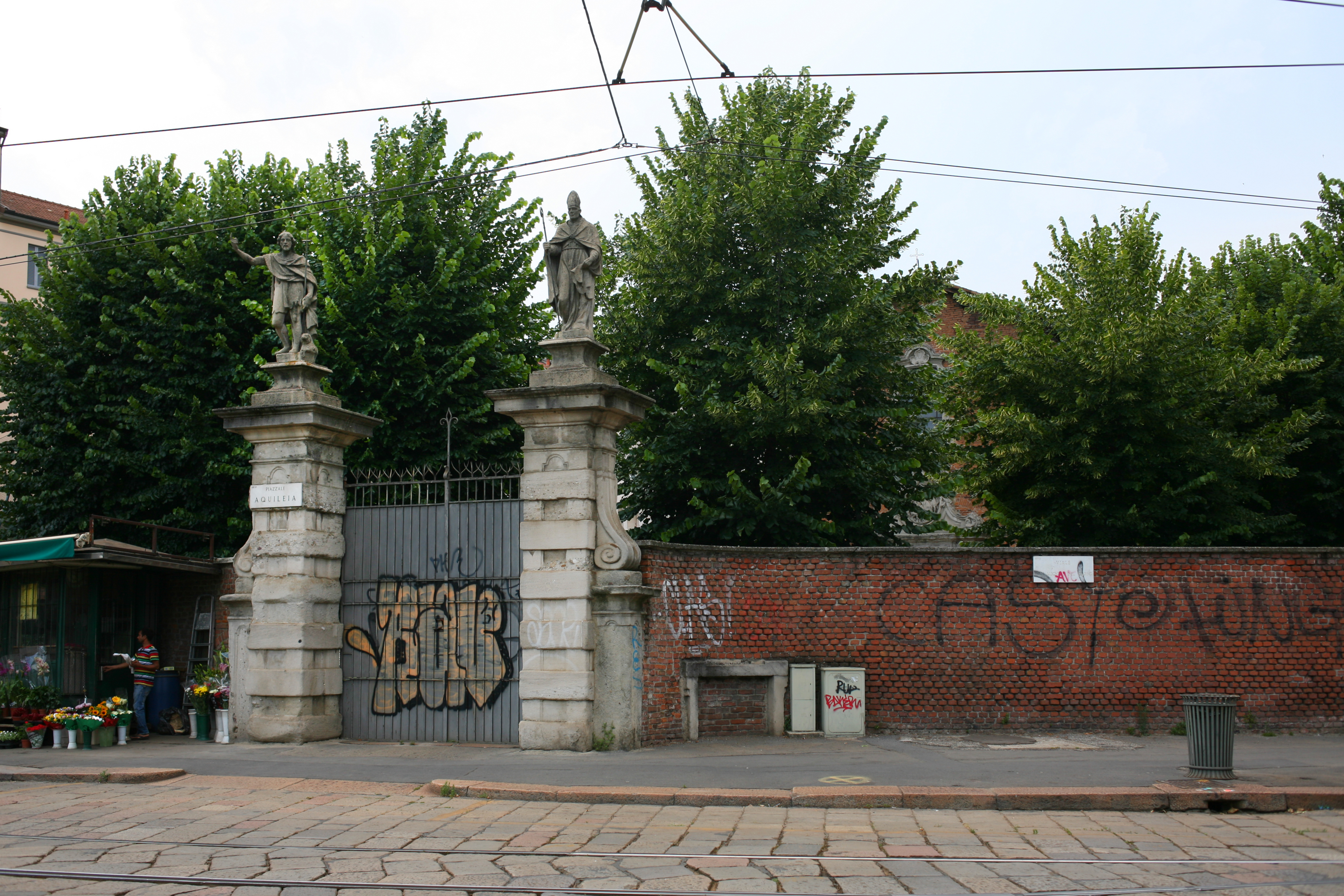
L'ingresso
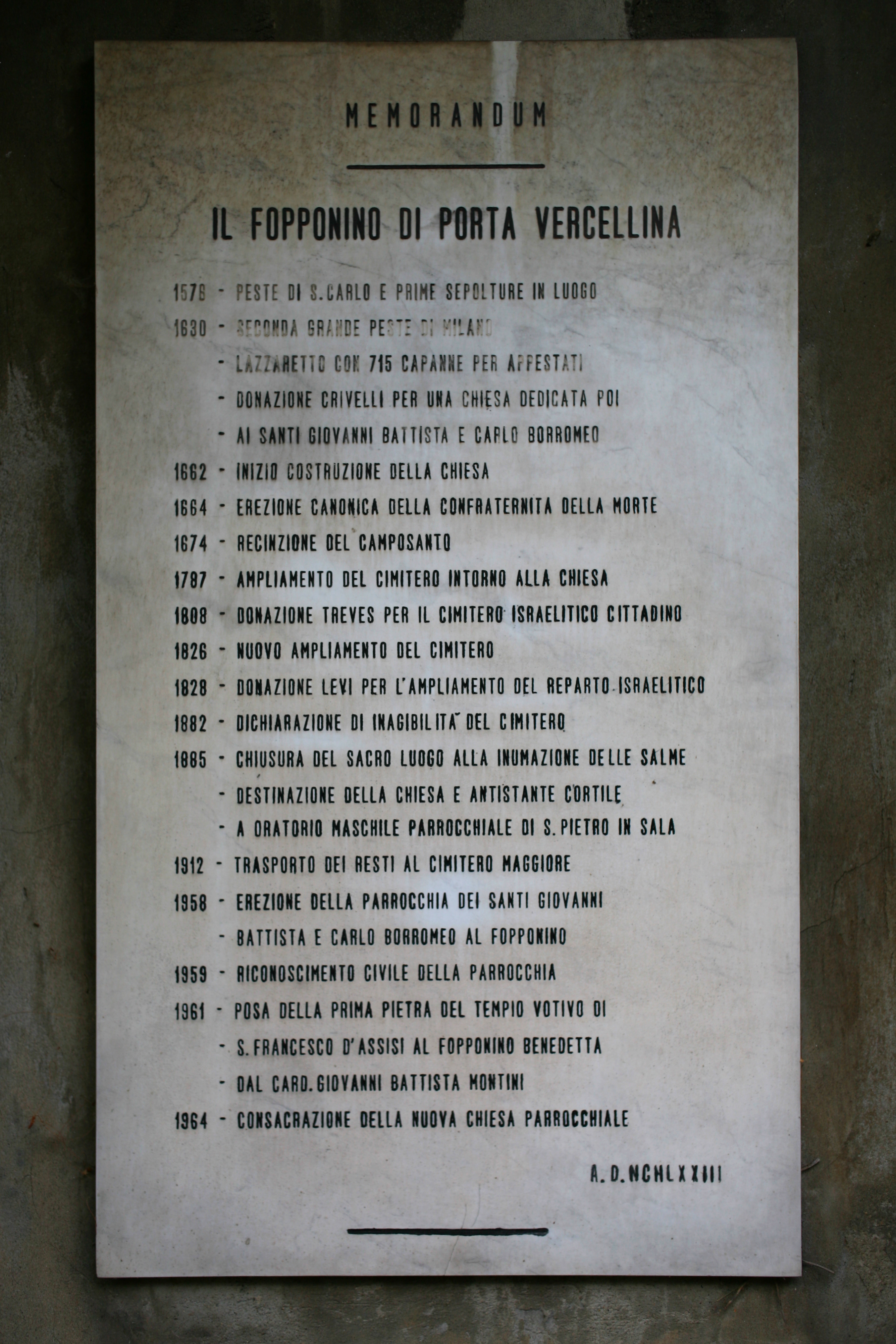
Lapide cronistorica
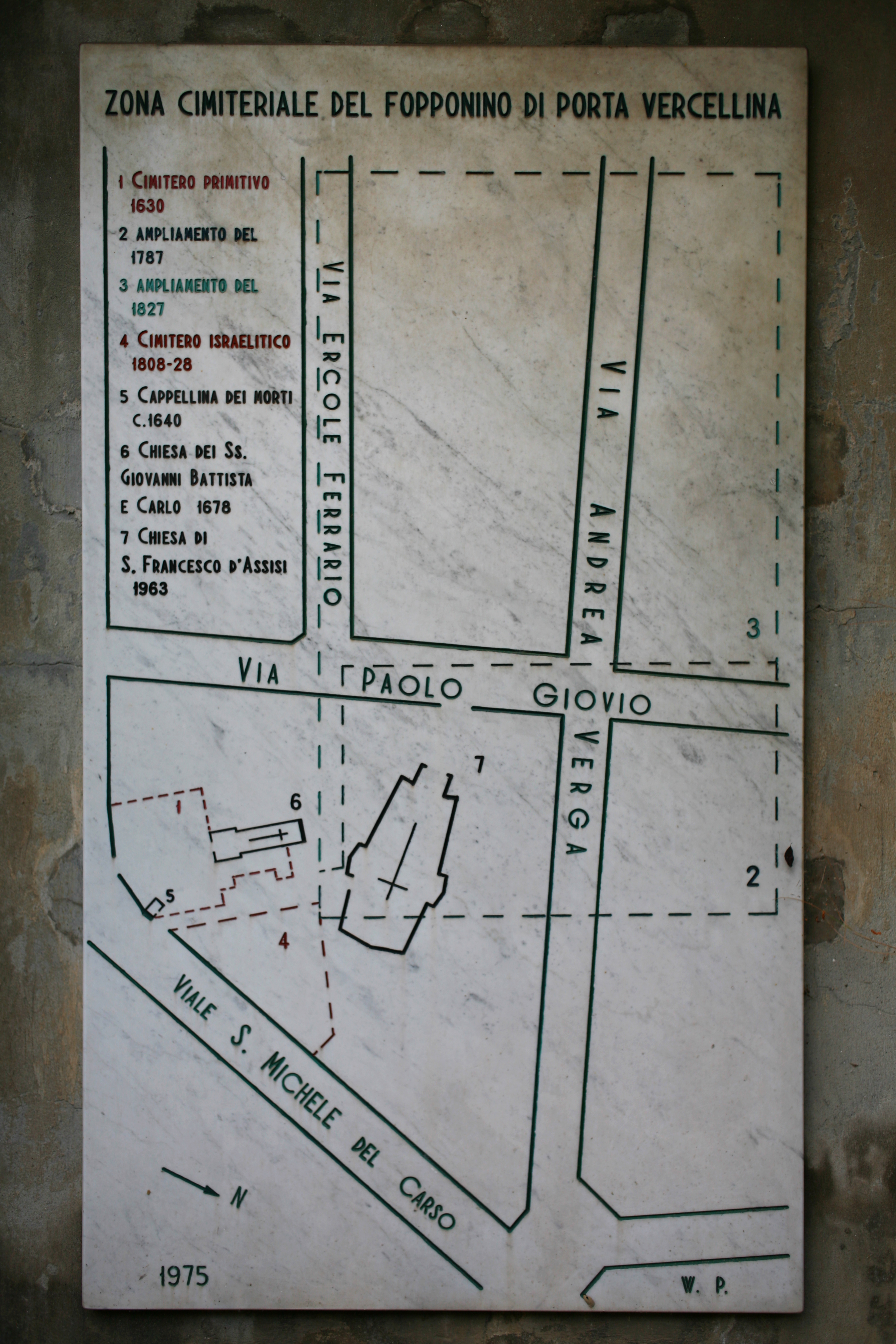
Pianta del cimitero
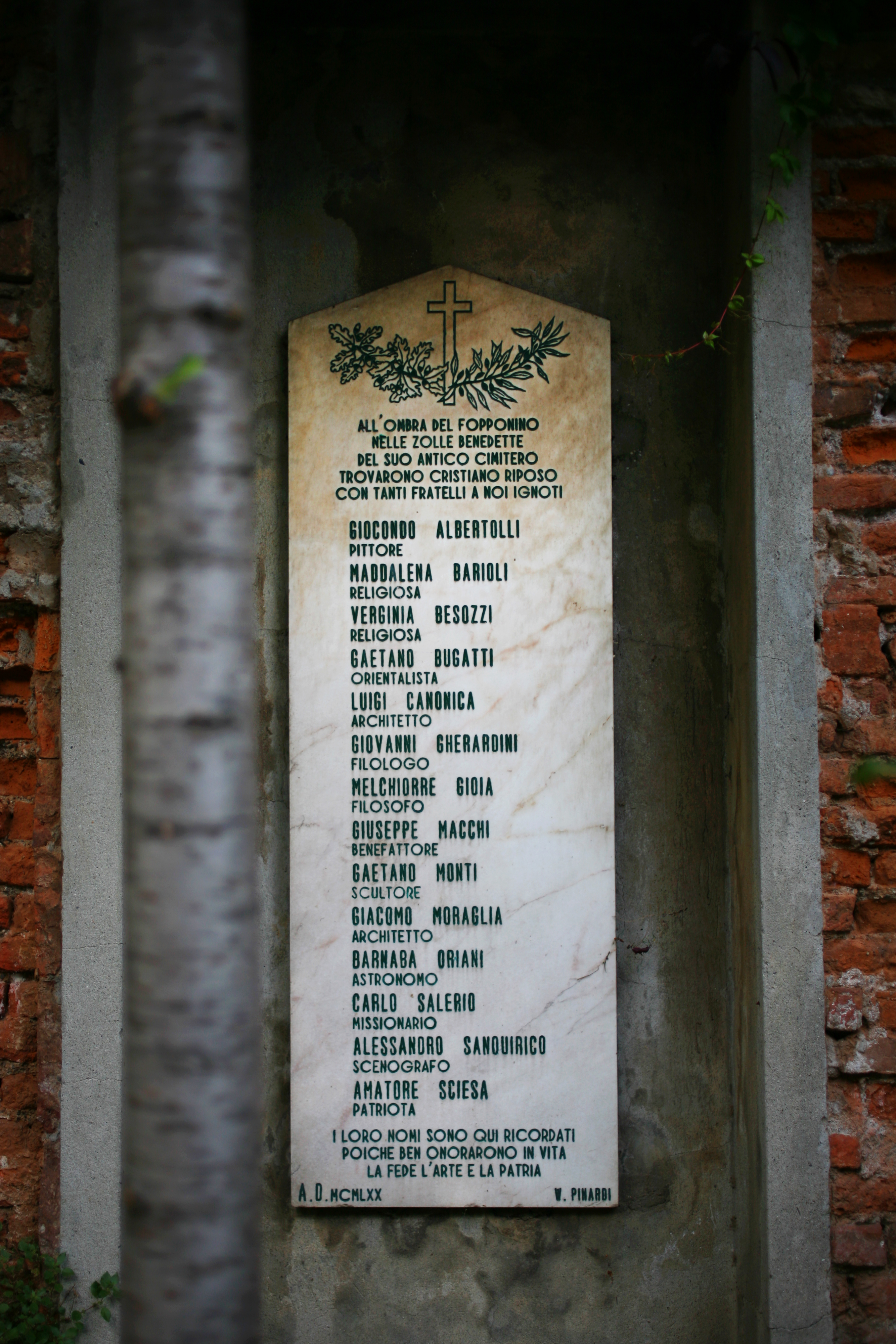
Sepolture illustri
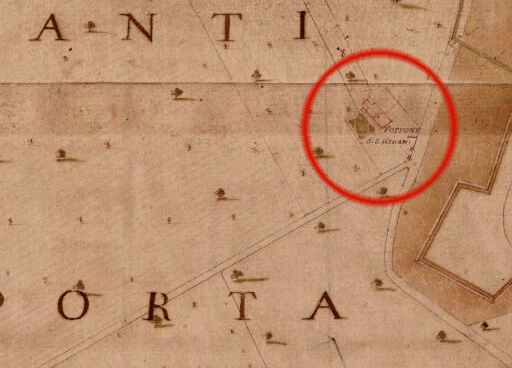
Il Foppone nel Catasto Teresiano del 1722: si noti la lunetta dei bastioni spagnoli
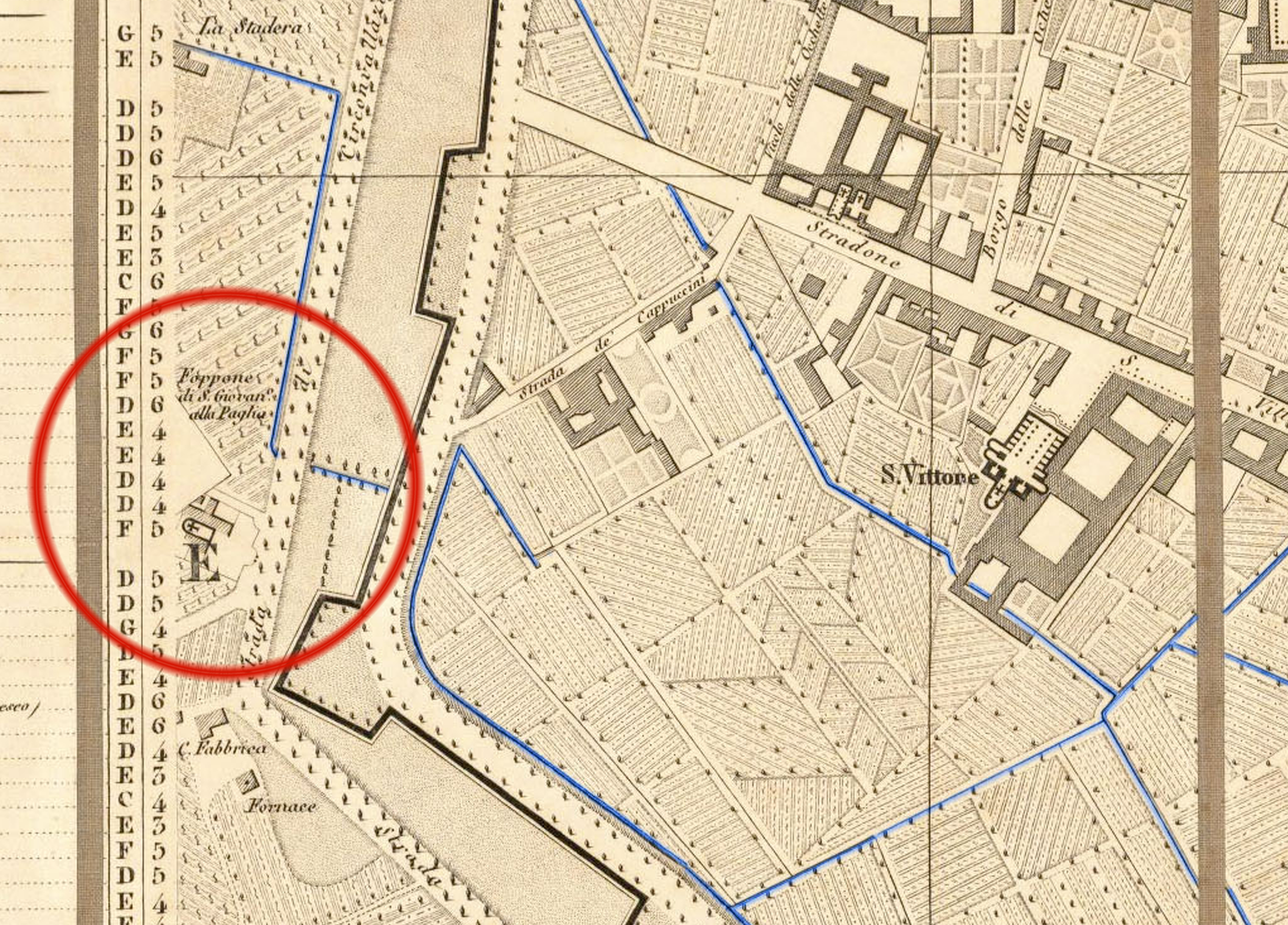
Ubicazione del cimitero nel 1860
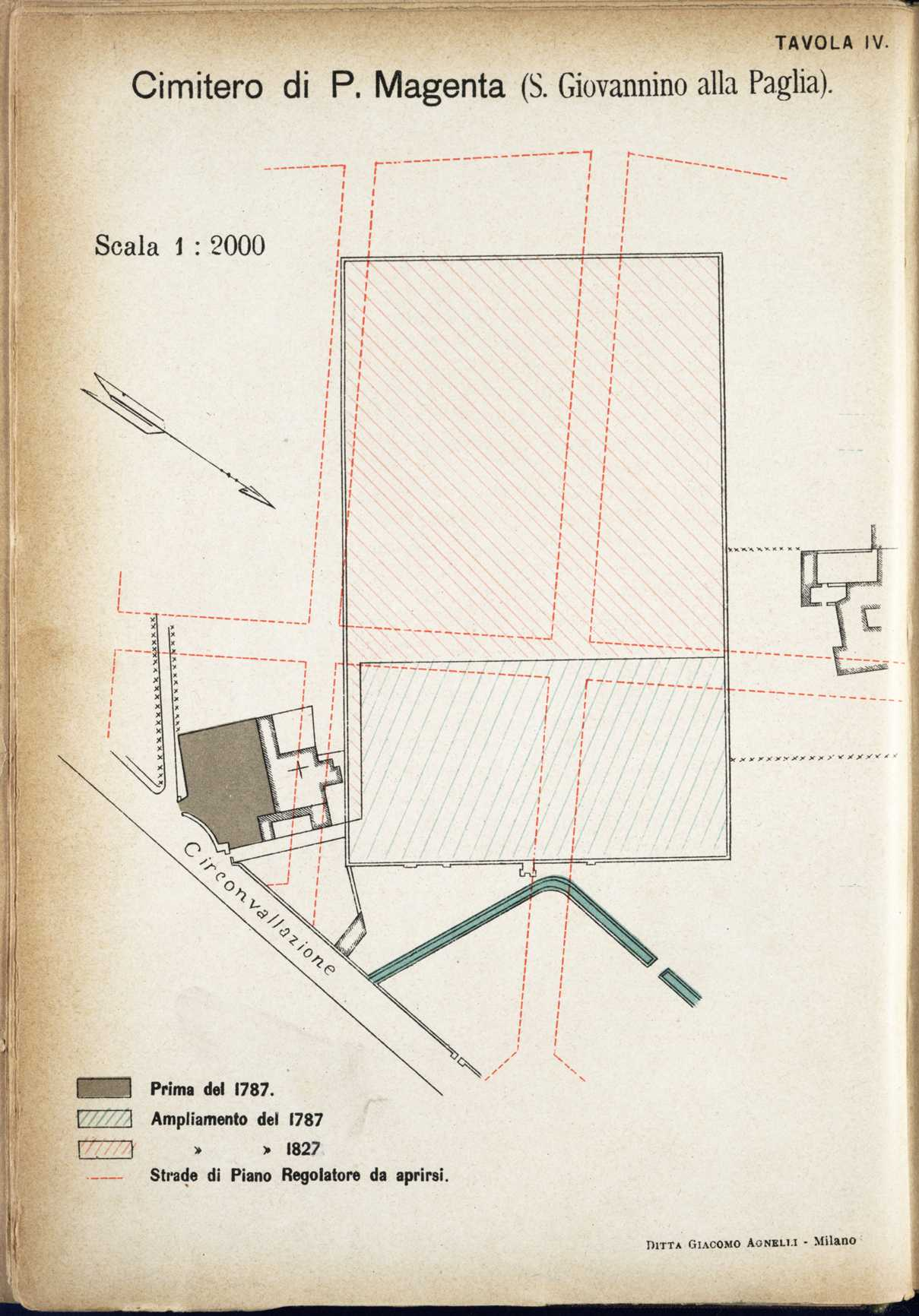
Planimetria dell'area cimiteriale nel 1899